# معركة بحر بارنتس
معركة بحر بارنتس معركة بحرية جرت في 31 ديسمبر 1942 بين السفن الحربية للبحرية الألمانية وسفن بريطانية ترافق قافلة JW 51B إلى مدخل كولا في الاتحاد السوفياتي. جرت المعركة في عرض في بحر بارنتس شمال الكاب الشمالي، النرويج. أثار فشل المغيرين الألمان في إلحاق أي خسائر بالقافلة غضب هتلر، الذي أمر أن تركز إستراتيجية البحرية الألمانية على أسطول U-boat بدلا من السفن السطحية.